# Stefan Ottenhauz
Stefan Ottenhauz herbu własnego (ur. ok. 1713 roku – zm. 26 października 1802 roku) – podkomorzy dorpacki w 1767 roku, członek konfederacji słuckiej w 1767 roku.